# The Plant List
The Plant List (engelsk for Plantelisten) er en liste med botaniske navne for plantearter som er tilgængelig på World Wide Web. Den er lavet af Royal Botanic Gardens, Kew og the Missouri Botanical Garden. Det er meningen, at den skal omfatte alle kendte plantearter.
The Plant List tilstræber at indeholde alle publicerede navne for planter, og giver anbefalinger om hvilket navn man bør bruge, når flere navne er eller har været brugt om samme plante. Dette er i modsætning til et komplementært projekt kaldet The International Plant Names Index (IPNI), som Kew Gardens også er involveret i. IPNI samler et indeks med bibliografiske oplysninger om alle plantenavne, men forsøger ikke at vurdere dem.

## Historie
The Plant List er lavet, fordi den Globale strategi for plantebeskyttelse (Global Strategy for Plant Conservation) siger, at der fra 2010 skal være en bredt tilgængelig arbejdsliste med alle kendte plantearter som et skridt mod en komplet verdensflora. Strategien blev vedtaget i 2002 af de 193 lande som har tiltrådt Konventionen om biologisk diversitet. I december 2010 kom version 1.0 af The Plant List med en målsætning om at dække alle stængelplanter (dvs. blomsterplanter, nåletræer, bregner, ulvefødder, mosser, levermosser m.fl.).
Den nuværende udvidede og forbedrede version 1.1 udkom i september 2013, og der arbejdes fortsat på at lave nye forbedrede versioner.

## Indhold
Version 1.0 indeholdt 1.244.871 videnskabelige navne for alle taksonomiske rangeringer, heraf:
- 1.040.426 artsnavne
- 620 plantefamilier
- 16.167 planteslægter[2]

Version 1.1 indeholder 1.293.685 videnskabelige navne for alle taksonomiske rangeringer, heraf:
- 1.064.035 artsnavne
- 642 plantefamilier
- 17.020 planteslægter[2]

Mange af navnene er synonymer, da det ofte sker, at en art beskrives og navngives flere gange. The Plant List skelner mellem:
- anerkendte navne for en art, som er det navn som man anbefales at bruge
- synonymer som tidligere er blevet brugt, men som The Plant List ikke regner for det aktuelt anerkendte navn
- uløste navne, som endnu hverken kan placeres som anerkendte navne eller synonymer

| Status    | Version 1.1    | Version 1.0    |
| --------- | -------------- | -------------- |
| Anerkendt | 350.699 33,0 % | 298.900 27,8 % |
| Synonym   | 470.624 44,2 % | 477.601 45,9 % |
| Uløst     | 242.712 22,8 % | 263.925 25,4 % |

## Offentlig opmærksomhed
Da The Plant List blev lanceret i 2010, som var internationalt år for biodiversitet i FN-regi, tiltrak den opmærksomhed for dens altomfattende målsætning. Fox News fremhævede det store antal synonymer og mente, at det skyldtes en "overraskende mangel" på biodiversitet på jorden. The Plant List tiltrak også opmærksomhed ved at bygge på Charles Darwins arbejde, idet Darwin i 1880'erne startede en planteliste med navnet Index Kewensis. Imidlertid er Index Kewensis nu indgået i IPNI snarere end i The Plant List.